# СКА (футбольный клуб, Чита)
СКА — советский футбольный клуб из Читы. Основан не позднее 1937 года.
В 1957—1973 годах принимал участие в Первенстве СССР среди команд мастеров, в розыгрышах Кубка СССР участвовал в 1957—1970 годах.
Последнее упоминание в 2002 году. В 2002—2005 годах команда «СКА-Забайкалец» принимала участие в российских соревнованиях межрегионального уровня (первенстве и зональном этапе кубка России среди КФК/ЛФК).

## Названия
- 1946—1953 — ДКА
- 1954 — ОДО
- 1955—1956 — ДО
- 1957 — ОСК
- 1957—1959 — СКВО
- 1960 — СКА
- 1961—1967 — «Забайкалец»
- с 1967 — СКА

## Достижения
- В первой лиге — 7 место ( в зональном турнире класса «Б» 1957 года).
- В кубке СССР — поражение в 1/64 финала (1967/1968, 1969).

## Известные игроки
- Комков, Анатолий Алексеевич
- Савченко, Юрий Сергеевич
- Соловьёв, Владимир Алексеевич